# 秋保神社
秋保神社（あきうじんじゃ）は、宮城県仙台市太白区秋保町長袋字清水久保北にある神社。「勝負の神」として知られ、境内には奉納されたのぼりが多数掲げられている。
また秋保神社の神楽は、平成8年（1996年）に仙台市登録無形民俗文化財に登録されている。

## 由緒
社伝によれば、秋保神社の創建は平安時代初期の大同3年（808年）、坂上田村麻呂がこの地に熊野神社を祀ったのが初めと伝わる。
室町時代には、秋保村領主の先祖であり最上に流浪していた平盛房が、信州の諏訪大社に本土恢復と居城奪回を祈願し叶えられたことにより、諏訪大神の御神霊を勧請して諏訪神社として祀って以来、「戦の神」として崇敬されるようになった。
慶長5年（1601年）には仙台藩の尊崇も寄せられるようになり、伊達家に庇護されて大社が建立される。正保3年（1646年）、第2代仙台藩主伊達忠宗の参詣があり、伊達家の永久祈祷が仰せ付けられた。
明治42年（1909年）、明治天皇の勅命により秋保5ヶ村より馬場の愛宕神社、長袋の神明社、新川の新川神社と白山神社、湯元の湯神社、境野の八幡神社と羽山神社の各神社を合祀したことにより、秋保総社として社号を諏訪神社から秋保神社に改めた。